# Ollières
Ollières település Franciaországban, Var megyében. Lakosainak száma 638 fő (2022. január 1.). Ollières Artigues, Esparron, Pourcieux, Pourrières, Saint-Maximin-la-Sainte-Baume és Seillons-Source-d’Argens községekkel határos.

## Népesség
A település népességének változása:
| Lakosok száma | 624  | 630  | 660  | 646  | 647  | 650  | 647  | 639  | 638  |
|               | 2013 | 2015 | 2016 | 2017 | 2018 | 2019 | 2020 | 2021 | 2022 |